# كاري ديو
كاري ديو (بالإنجليزية: Carrie Dew)‏ هي لاعبة كرة قدم أمريكية، ولدت في 8 ديسمبر 1986 في سان دييغو في الولايات المتحدة. لعبت مع سكاي بلو.

## وصلات خارجية
- كاري ديو على موقع الاتحاد الدولي (مؤرشف)  (الإنجليزية)
- كاري ديو على موقع Soccerway.com (الإنجليزية)